# هيلين نوريس
هيلين نوريس (بالإنجليزية: Helen Norris)‏ (22 يونيو 1916 - 18 نوفمبر 2013 في الولايات المتحدة)؛ كاتِبة، شاعرة وروائية أمريكية.